# Grazac (Tarn)
Grazac é uma comuna francesa na região administrativa de Occitânia, no departamento de Tarn. Estende-se por uma área de 32,02 km². Em 2010 a comuna tinha 622 habitantes (densidade: 19,4 hab./km²).